# Národní sportovní centrum Prostějov
Národní sportovní centrum Prostějov je sportovní komplex na severozápadním okraji města Prostějov v Olomouckém kraji. Objekt obsahuje především multifunkční sportovní halu s jedním velkým hřištěm s velodromem, ale i rozdělení na 2 poloviny pro 2 menší hřiště s určenými rozměry pro volejbal, basketbal a další sporty, s kapacitou 336 sedících diváků. Má certifikaci pro extraligové zápasy v basketbalu a volejbalu. Dále je zde konferenční sál, odpočinková zóna a bufet, venku před budovou je rozlehlé náměstí. Konají se zde i různé konferenční akce, jednání a jednou z hlavních akcí která se zde nově každý rok začala konat, je udělování cen za sportovce roku. Provozovatelem je spolek Prostějov olympijský z.s., zastoupený hejtmanem kraje a primátorem města.
Budova byla postavena mezi roky 2016 až 2018, zastavěna plocha je 2474 m² a za návrhem stojí architekt Miroslav Pospíšil z ateliéru Ateliér-r. Výstavba stála 140 milionů korun, z čehož činila státní dotace 110 milionů korun. Na místě současného centra stál dříve areál koupaliště, který byl dlouho nepoužívaný a rozpadající se.